# Mysteriefilm
Mysteriefilm är en genre av film som kretsar kring lösningen av ett problem eller ett brott. De fokuserar på insatser av kriminalpoliser, privatdetektiver eller amatördetektiver som ska lösa de mystiska omständigheterna i ett ärende med hjälp av ledtrådar, efterforskningar och skicklig slutledningsförmåga.
Handlingen centreras ofta kring detektivens slutledningsförmåga, skicklighet och noggrannhet, då de försöker klara upp brottet eller situationen genom att koppla ihop ledtrådar och omständigheter, söka bevis, utfråga vittnen och spåra brottslingar.
Spänningen upprätthålls ofta som ett viktigt element i handlingen. Detta kan göras genom att använda musik, ljud, kameravinklar, dramatiska skuggor och överraskande vändningar i berättelsen. Alfred Hitchcock använde alla dessa tekniker, men skulle ibland också komma att inviga publiken angående ett upptornande hot och sedan dra ut på det hela för att uppnå högsta möjliga dramatiska effekt.
Denna genre sträcker sig från tidiga mysterieberättelser, fiktiva eller litterära detektivhistorier, till klassiska thrillers i Hitchcocks anda till klassiska privatdetektivfilmer. En relaterad filmgenre är spionfilmer. 

## Definition och egenskaper
Mysteriefilmer fokuserar huvudsakligen på att lösa ett brott eller en gåta. Mystiken kretsar i allmänhet runt ett mord som måste lösas av polis, privatdetektiver eller amatördetektiver. Tittaren presenteras med en serie sannolika misstänkta, varav några är "red herrings" - personer med motiv att begå brott men som faktiskt inte gjort det - och försöken att lösa mysteriet tillsammans med utredaren. Ibland presenteras tittaren med information som inte är tillgänglig för huvudpersonen, denne är ofta den som utforskar det olösta brottet, avmaskerar förövaren och sätta stopp för skurkaktigheter. 
Den framgångsrika mysteriefilmen följer en av två berättartyper, kända som öppna och stängda. Det stängda mysteriet (eller pusseldeckare/whodunit) döljer gärningsmannens identitet till sent i historien och lägger till ett element av spänning under eftersökningarna och gripandet av den misstänkta, eftersom publiken aldrig är helt säker på vem denne är. Det öppna mysteriet avslöjar däremot gärningsmannens identitet redan i inledningen och visar på så vis upp det "perfekta brottet" där publiken sedan får följa huvudpersonen klara upp detta, vanligtvis först i slutet, liksom i den stängda formen.
Mysterieromaner har visat sig vara ett tacksamt medium att omsätta till film, där detektiven ofta utgör en stark huvudperson och intrigen kan innehålla såväl drama, spänning, karaktärsutveckling, osäkerhet och överraskande vändningar. Mysteriernas miljöer är ofta av ett vardagligt slag, vilket kräver få specialeffekter. Framgångsrika mysterieförfattare kan framställa en serie böcker baserade på samma detektivkaraktär, vilket då ger ett rikt material för uppföljare.
Fram till åtminstone 1980-talet har kvinnor i mysteriefilmer ofta tjänat dubbla roller, dels försett detektiven med en relation och dels ofta spelat rollen som dam i nöd. Kvinnorna i dessa filmer är ofta starka individer, självständiga, bestämda och inte sällan vilseledande. De kan också utlösa de händelser som följer eller tjäna som ett element av spänning i form av hjälplösa offer.

## Historia

### Litterära influenser
De tidigaste mysteriefilmerna återfinns redan under stumfilmseran. Den första detektivfilmen anges ofta vara Sherlock Holmes Baffled, en mycket kort mutoskopfilm som skapades mellan 1900 och 1903 av Arthur Marvin. Det är den tidigaste kända filmatiseringen av Sherlock Holmes, om än i knappt igenkännligt format.
I Frankrike inspirerade de populära detektivromanerna om Nick Carter till den första filmserien, Nick Carter, le roi des détectives (1908). Denna serie i sex delar följdes upp med Nouveaux aventures de Nick Carter 1909. Louis Feuillade skapade den mycket populära serien Fantômas (1913-1914), baserad på den bästsäljande romanserien om Juve, en mästerskurk som förföljs av en Holmes/Dupin-inspirerad detektiv. (Jean Dujardin bär en mask och kostym som liknar Juves i en uppenbar hyllning i The Artist, en nostalgisk film från 2011 om stumfilmseran.) Senare detektivserier av Feuillade inkluderar Les Vampires (1915), Judex (1916), Tih Minh och Barrabas (1919). Feuillades filmer, som kombinerade realism, ett poetisk bildspråk och ren fantasi, influerade den amerikanska filmserien The Perils of Pauline (1914), regissörer som René Clair och surrealister som André Breton.
De tidigaste genuina mysteriefilmerna inkluderar The Gold Bug (1910), även den från Frankrike och The Murders in the Rue Morgue (1914). Båda kan härledas från berättelser av Edgar Allan Poe, vilket är passande då Poe ofta krediteras som skapare av detektivgenren samt den första privatdetektivs-karaktären, C. Auguste Dupin. Universal Pictures döpte om honom till Pierre Dupin i Murders in the Rue Morgue (1932), ett atmosfäriskt skräck-mysterium med Bela Lugosi i huvudrollen. Berättelsen filmatiserades även 1953 och 1971. Poes andra Dupin-novell, "Mystery of Marie Rogêt", filmades 1942. Mer nyligen presenterade filmen The Raven (2012) en fiktiv redogörelse över Poes sista dagar i livet. Här jagar författaren en mystisk seriemördare vars mord är direkt inspirerade av hans egna berättelser.
Charles Dickens "oavslutade roman" Mysteriet Edwin Drood (1870) kompletterades av en annan författare och så småningom filmatiserades den. Två filmer, som nu anses vara förlorade, gjordes 1909 och 1914. Universal producerade den första ljudfilmsversionen, Mysteriet Edvin Drood, 1935. Historien filmades igen 1993 och för TV 2012. Universal, mest känd för sin långa lista över klassiska skräckfilmer, skapade också möjligen den första övernaturliga skräck-pusseldeckar-hybriden med Night Monster (1942).
Den amerikanska författaren Mary Roberts Rinehart (1876-1958), krediteras för att ha uppfunnit "hade-jag-bara-vetat" skolan (såväl som frasen, "The butler did it"). Hennes roman (och pjäs) The Bat från 1920 filmades som The Bat (1926), The Bat Whispers (1930), och en tredje gång som Fladdermusen  (1959), med Vincent Price i huvudrollen. En annan film baserad på en pjäs, En fasansfull natt (1927), var pionjär inom "komedi-mysterie"-genren och har gjorts i flera nyinspelningar, inklusive en version med Bob Hope 1939.
Utan tvekan är den mest kända av de amatördetektiver som synts på film den arketypiska Sherlock Holmes. Sedan 1903 har Holmes skildrats av en mängd aktörer i över 200 filmer. Kanske är den tidigaste detektivkomedien Buster Keatons Fart, flickor och faror (Sherlock, Jr., 1924). Fram till nyligen var den enda amerikanskproducerade filmserien den med Basil Rathbone och Nigel Bruce som Holmes och Dr. Watson. Tillsammans gjorde de 14 filmer mellan 1939 och 1946. De första två för 20th Century Fox, utspelade sig under den sena viktorianska eran liksom de ursprungliga berättelserna. Men i den tredje filmen, Sherlock Holmes och terrorrösten (1942), producerad av Universal Studios, förflyttades Holmes till nutid. Flera av filmerna handlade om andra världskriget och om att motverka nazistiska spioner.
Kriminalförfattaren Dorothy L. Sayers (1893-1957) skapade den arketypiska brittiska aristokratdetektiven Lord Peter Wimsey 1923. Peter Haddon spelade först Wimsey i Mordet vid sydbangården (1935), skriven av Sayers direkt för filmen. Denna följdes av Lord Peters smekmånad (1940), med Robert Montgomery som Wimsey. Senare skulle Montgomery också spela Raymond Chandlers detektiv Philip Marlowe i Kvinnan i sjön (1947).
Bokförlaget Doubledays The Crime Club publicerade en rad mysterieromaner som också inspirerade ett radioprogram. Universal Pictures gjorde en överenskommelse om att producera en serie med 11 Crime Club-mysteriefilmer från 1937 till 1939. Dessa inkluderar The Westlake Case (1937) och Mystery of the White Room (1939).
Andra litterära detektiver som dök upp på vita duken inkluderar Charlie Chan, Ellery Queen, Kitty Drew, Nero Wolfe och Agatha Christies Miss Marple och Hercule Poirot. Hittills har 32 filmer och dussintals tv-adaptioner gjorts utifrån Christies romaner. Den brittiske privatdetektiven och äventyraren Bulldog Drummond gestaltades i 24 filmer från 1922 till 1969 och var en av prototyperna för Ian Flemings James Bond-karaktär.

### Den klassiska perioden: 1930-talet
Några numera förlorade Charlie Chan-stumfilmer producerades på 1920-talet. Med början 1929 gjorde B-filmsenheten vid Fox Film Corporation (senare en del av 20th Century Fox) en serie om 28 kommersiellt framgångsrika Charlie Chan-filmer. (Monogram Pictures fortsatte serien från 1944 fram till 1949 med 17 till filmer.) Chan-filmernas framgång ledde till att Fox engagerade skådespelaren Peter Lorre att spela den japanske detektiven Mr. Moto i åtta filmer från 1937 till 1939. Monogram svarade genom att skapa sin egen orientaliska gentlemannadetektiv, Mr. Wong, baserad på en berättelse av Hugh Wiley. Med början med Detektiven Mr Wong, spelade Boris Karloff Wong i fem av sex filmer som producerades åren 1938-1941.
I Warner Brothers studios filmades Perry Mason-novellerna av Erle Stanley Gardner i en serie om sex troget adapterade filmer från 1934 till 1937. Warner Bros. skapade också Torchy Blane-filmerna som var anmärkningsvärda då de presenterade en av få kvinnliga detektiver i en filmserie. Från och med Smart Blonde spelade Glenda Farrell den fräcka, mysterielösande nyhetsreportern i åtta av nio filmer gjorda mellan 1936 och 1939. En annan roman filmatisering är When Were You Born (1938) med den kinesiska skådespelaren Anna May Wong som en astrolog som hjälper till att lösa ett mord med hjälp av sina stjärnskådartalanger.
RKO köpte rättigheterna till en Hildegarde Withers berättelse av Stuart Palmer och lanserade en serie som sex filmer med början med Det gåtfulla mordet (1932). Edna May Oliver spelade Withers, en lärare med en lust för detektivarbete, som blir involverad med en polisinspektör. Den sista filmen släpptes 1937.
Philo Vance detektivromaner av S. S. Van Dine inspirerade till 15 långfilmer som hade premiär mellan 1929 och 1947. Midnattsmysteriet (1929), med William Powell i huvudrollen som Vance, har kallats den första moderna detektivfilmen. Ursprungligen gjord som stumfilm, omvandlades den till ljudfilm halvvägs under produktion. (Den andra huvudrollsinnehavaren, Louise Brooks, svartlistades av Paramount Pictures efter att ha vägrat att återvända till Hollywood för att spela in sina repliker.) Powell spelade den älskvärde New York-detektiven i de tre första filmerna. En pre-Sherlock Holmes Basil Rathbone spelade Vance i den fjärde filmen. Powell återvände en gång till för den femte filmatiseringen, den högt ansedda Kinesiska rummets hemlighet (1933), producerad av Warner Brothers.
Powell erhöll sedan sin signaturroll som den minst lika älskvärde Nick Charles mot Myrna Loy som hans sorglösa hustru Nora i "Thin Man"-serien. Dessa sex filmer producerades alla av Metro-Goldwyn-Mayer från 1934 till 1947. Baserade på romanen Den gäckande skuggan av Dashiell Hammett, vars spirituella, sofistikerade stil kombinerade element från screwballkomedin inom ramen för en komplex mordgåta och mysteriehandling. Mitt i denna serie anställde RKO Powell och Jean Arthur för Fru Sherlock Holmes (1936), en munter komedi-mysteriefilm som framgångsrikt replikerat MGM:s Thin Man-formel. Warner Brothers svarade med en liknande komedi, Fotsteg i mörkret (1941), med Errol Flynn som spelar en gift mäklare som lever ett dubbelliv som mysterieförfattare/detektiv.
Många av filmerna under denna period avslutades med en förklarande detektiv dénouement som snabbt blev en filmisk (och litterär) kliché. Med alla de misstänkta samlade skulle detektiven dramatiskt meddela att "mördaren befinner sig i detta rum!", innan man går igenom de olika ledtrådarna som avslöjar mördarens identitet.
Det fanns också en hel del lågbudget-mysterier baserade på en standardformel (en mörk och stormig natt, ett testamente läses upp, hemliga korridorer, en serie bisarra mord) som var mer plot drivna istället för att vara beroende av att ha filmstjärnor i huvudrollerna. Några typiska exempel är Fasornas natt (1930), en nyinspelning av En fasansfull natt, The Monster Walks (1932), Night of Terror (1933) med Bela Lugosi och One Frightened Night (1935).
1930-talet var epoken för den eleganta gentlemanna detektiven som löste finrums-whodunit-mord med hjälp av sin intelligens snarare än sina nävar. De flesta var välbärgade amatördetektiver som löste brott för sitt eget nöjes skull, bar inte vapen och hade ofta märkliga eller excentriska personlighetsdrag. Denna typ av brottsbekämpare kom inte längre att vara på modet under 1940-talet, då istället en ny sorts, tuffa hårdkokta professionella privatdetektiver baserade på romaner av Dashiell Hammett, Raymond Chandler, och efterföljande imitatörer blev förevigade på film.

### 1940-1950-talet
Med början under andra världskriget fick kriminalfilmer och melodramer i synnerhet en mörk stämning av cynism och förtvivlan som inte existerade under det optimistiska 1930-talet. Så småningom skulle denna filmstil (som även rådde inom fler genrer) kallas film noir av franska filmkritiker. Pessimistiska, berättelser om girighet, lust och grymhet samt utan några hjältar blev centrala för mysteriegenren. Grymma, våldsamma filmer med cyniska, trenchcoat-bärande privatdetektiver som var nästan lika hänsynslösa som de brottslingar de förföljde blev branschstandarden. Den rika, aristokratiska detektiven från det föregående årtiondet ersattes av de grövre, arbetarklassdeckarna. Humphrey Bogart blev den definitiva bio-deckaren som Sam Spade i Hammetts Riddarfalken från Malta (1941) och som Philip Marlowe i Chandlers Utpressning (1946). Dick Powell gjorde också ett outplånligt intryck som Marlowe i den klassiska Mord, min älskling! (1944), adapterad från Chandlers roman "Farewell, My Lovely". The Falcon Takes Over (1942), med George Sanders i huvudrollen, baserades också på samma roman.
Kvinnan i sjön (1947), baserad på Raymond Chandlers novell, med Robert Montgomery, som också regisserade filmades helt från Marlowes synvinkel. Publiken ser bara vad han gör. Montgomery syns bara framför kameran vid några tillfällen, en gång i en spegelreflektion. En annan av Chandlers romaner, "The High Window" filmades som Vad hände i 20de våningen (även den 1947) med George Montgomery i huvudrollen. Denna var i stort sett en nyinspelning av Time to Kill (1942), ett Michael Shayne-äventyr med Lloyd Nolan i huvudrollen. Chandler skrev också ett originalmanus till Blå dahlian (1946) med Alan Ladd i huvudrollen. Glasnyckeln (1942), även den med Ladd i huvudrollen, var den andra filmatiseringen av Hammetts roman.
En annan framstående film från denna period är Skuggor ur det förflutna (1947) med Robert Mitchum, som skulle fortsätta att spela Philip Marlowe tre decennier senare. Otto Premingers Laura (1944) är också ett klassiskt mordmysterium med Dana Andrews som ensamvargspolisen som sköter utredningen.
Nick Carter återvände i en trilogi av filmer utgivna av MGM med Walter Pidgeon i huvudrollen: Nick Carter - mästerdetektiv (1939), Flygmordet (1940) och Attentat i Panama (1940). Columbia producerade en filmserie, Chick Carter, Detective (1946). Huvudpersonen ändrades till att vara Nick Carters son, eftersom studion inte hade råd med rättigheterna till att producera en Nick Carter serie. Baynard Kendricks pusseldeckarromaner om den blinda privatdetektiven Mac Maclain gjordes som två filmer med Edward Arnold, Ögon i natten (1942) och The Hidden Eye (1945).
Den populära radioprogrammet The Whistler blev omgjord till en serie om åtta mysteriefilmer från 1944 till 1948. Där Richard Dix presenterade berättelserna och växlade mellan att spela hjälte, skurk eller offer för omständigheter. I Mysterious Intruder (1946) var han privatdetektiv. Detta var en av få filmserier som mottogs positivt både hos publiken och kritikerna. Ett annat radiodrama, I Love a Mystery (1939–1944), om en privatdetektivbyrå inspirerade till tre filmer med Jim Bannon i huvudrollen. I Love A Mystery (1945), The Devil's Mask och The Unknown (båda 1946) kombinerade okonventionella mordmysterieberättelser med atmosfäriska skräckelement.
Chester Morris spelade Boston Blackie, en före detta juveltjuv som blivit detektiv, i fjorton filmer från 1941 till 1949. Producerade av Columbia Pictures, många var mysterier spetsade med komisk lätthet som Meet Boston Blackie (1941), Boston Blackie Booked on Suspicion (1945), The Phantom Thief (1945) och Boston Blackie's Chinese Venture (1949). Columbia gjorde också radioprogrammet Crime Doctor till en serie mysteriefilmer med Warner Baxter i huvudrollen. De flesta följde standardformeln för pusseldeckare. Tio långfilmer producerades, med början med Crime Doctor 1943 och sist ut Crime Doctor's Diary (1949).
I en annan populär serie utgjorde George Sanders den älskvärda engelska gentlemannadetektiven Falcon. Sexton filmer gjordes från 1941 till 1949. Sanders bestämde sig för att lämna serien under den fjärde filmen, Falkens sista bragd (1942). Hans karaktär dödades av och ersattes av Sanders bror i verkliga livet, Tom Conway. Komikern Red Skelton spelade en klumpig radiodetektiv "The Fox" i en trio av filmkomedier, Visslingen i mörkret (1941) Ekot i natten (1942) och Whistling in Brooklyn (1943).
Brett Hallidays "Michael Shayne" detektivromaner gjordes som en serie på 12 B-filmer mellan 1940 och 1947 (med Lloyd Nolan i huvudrollen och senare Hugh Beaumont). Mickey Spillanes lika robusta karaktär Mike Hammer filmades som Hämnden är min (1953), Liv för liv (1957) och den inflytelserika Natt utan nåd (1955). Spillane spelade själv Hammer en gång i filmen Vänta dig ingen nåd (1963).
Med Trollbunden (1945) skapade regissören Alfred Hitchcock en tidig psykologisk mysteriethriller. Denna film, tillsammans med Spegelrummet (1947), undersöker effekterna av amnesi, hypnos och psykoanalys. Båda filmerna har också surrealistiska drömsekvenser som är avgörande för handlingen.

#### Tillfälliga detektiver
En ofta använd variant på temat involverar en vanlig person som plötsligt för ändamålet tvingas bli detektiv, för att lösa ett mord på en vän eller rentvå sig själv. Främsta exempel på dessa är Jack Oakie i Super-Sleuth (1937), Ella Raines i Döden kan ej vittna (1944), Lucille Ball i både The Dark Corner (1946) och Lockfågeln (1947), Alan Ladd i den tidigare nämnda Blå dahlian och Calcutta (1947), George Raft i Möte i dimman (1945), June Vincent och Dan Duryea i Objuden gäst (1946), Humphrey Bogart i Heta dagar (1947) och Dick Powell i Hämnaren slår till (1951).
Kanske det sista ordet i denna undergenre är Lysande gift (1950), där en man som dör från ett långsamt verkande gift måste lösa sitt eget mord under de timmar han har kvar. Filmen nyinspelades 1969 som Color Me Dead och ännu en gång som Jagad av döden 1988.
Även i denna grupp är frågan om rasism som motiv för mord centralt för Hämnden är rättvis (1947), En man steg av tåget (1954) och En soldats historia (1984).

#### Tio små negerpojkar
Agatha Christies roman Tio små negerpojkar (1939, ursprungligen Ten Little Niggers, även indians och soldiers, senare ändrad till Och så var de bara en) presenterade konceptet om en mystisk mördare som ger sig på en grupp främlingar som fångats på en isolerad plats (i detta fall en ö). Detta resulterade i filmen …och sen var ingen kvar (1945), regisserad av den franska filmskaparen René Clair. Fyra nya filmversioner har gjorts sedan dess 1965, 1974, 1987 och 1989 samt en miniserie 2015. 
Denna premiss har sedan dess använts otaliga gånger, särskilt i "gammalt mörkt hus"-genren bland skräckfilmer. Några exempel är Fem dockor i augustimånen (1970) regisserad av Mario Bava, Identity (2003), Mindhunters (2004), TV-filmer (Dead Man's Island, 1996), miniserier (Harper's Island, 2009) och i avsnitt i TV-serier som The Avengers ("The Superlative Seven"), The Wild Wild West ("The Tottering Tontine Night") båda från 1967 och Remington Steele ("Steele Trap") 1982.

### Den revisionistiska eran: 1960-1970-talet
1960-talet och 1970-talet såg en återkomst av den hårdkokta detektivfilmen (och råa polisdramer), baserade på äldre klassiska filmer. Dessa kan placeras i tre kategorier: moderna uppdaterade versioner av gamla filmer och romaner, atmosfäriska tidstypiska filmer som utspelar sig på 1930- och 1940-talet och nya samtida detektivhistorier som hyllar det förflutna.

#### Klassiker gjorda samtida
Veterandetektiven Philip Marlowe återvände i modern form i Vem blir nästa offer, Marlowe? (1969), spelad av James Garner (baserat på Chandlers The Little Sister) och i Robert Altmans revisionistiska Långt farväl (1973), spelad av Elliott Gould. Robert Mitchum spelade Marlowe i nyinspelningen The Big Sleep (1978), som utspelar sig i ett samtida London. Paul Newman gestaltar en moderniserad Lew Archer (nu Harper) i Harper - En kille på hugget (1966) och Ett fall för Harper (1976), baserade på Ross Macdonalds romaner från åren 1949-50.
Craig Stevens repriserade sin roll som den älskvärde privatdetektiven Peter Gunn i Mitt namn är Peter Gunn (1967), en sextiotalsuppdatering av sin atmosfäriska film noir tv-serie Peter Gunn (1958-1961). Bulldog Drummond återvände som modern deckare i Mr Drummond och djävulens agenter (1967) och Some Girls Do (1969). Båda filmerna producerades i samma extravaganta stil som en James Bond-spionfilm. I nyinspelningen Jag är lagen (1982) återvände Mike Hammer (återupplivad på nytt i tv-serien Mickey Spillane's Mike Hammer, 1984-1987). Kiss Kiss Bang Bang (2005) är en moderniserad adaption av Brett Hallidays Michael Shayne-roman Bodies Are Where You Find Them från 1941.
Den gammaldags whodunit-formeln från 1930-talet gavs en fräsch uppdatering i Dödslistan (1963), "Sleuth" – Spårhunden (1972), Döden går ombord (1973) och i komedin Döden i grytan (1978).
Hitchcocks inflytande märktes i flera franska thrillers, särskilt i Champagne-morden (1967), regisserad av Claude Chabrol och Bruden bar svart (1968) av François Truffaut.

#### Tidstypiska kostymfilmer
De många kostymfilmer som utspelar sig på 1930- och 1940-talet anfördes av Roman Polanskis klassiska Chinatown (1974) med Jack Nicholson i huvudrollen och dess försenade uppföljare, The Two Jakes (1990), som Nicholson också regisserade. Robert Mitchum spelade Marlowe för första gången i Kör hårt, Marlowe (1975), kanske den mest trogna adaptionen av den ofta filmatiserade boken. Den obskyra Chandler (1972) utspelar sig på 1940-talet men har inget att göra med Raymond Chandlers författarskap. TV-filmen Goodnight, My Love (1972) med Richard Boone och två kortlivade tv-serier, Banyon (1972-1973) och Angels (1976) utspelar sig också på 1930-talet och hyllar Sam Spade/Philip Marlowe-modellen. TV-filmen Who is the Black Dahlia? (1975) återskapar det verkliga olösta mordet från 1947.
Agatha Christies eleganta Mordet på Orientexpressen (1974) och Död på Nilen (1978) var färgstarka, överdådiga produktioner, rika på 1930-talsdetaljer. Tidigare hade en serie lättsamma Miss Marple-mysterier filmatiserats, löst baserade på Christies romaner. Margaret Rutherford spelade huvudrollen i 4.50 från Paddington (1961), Mord, sa hon (1963), Det är fult att mörda (1964), Snusdosan (1965) samt gjorde en humoristisk cameoroll som Marple i Hercule Poirot-mysteriet Den mystiska blondinen (1965).
Den evigt populära Sherlock Holmes fick en revisionistisk behandling i Billy Wilders "Sherlock Holmes" – privatögat privat (1970). I Den sju-procentiga lösningen (1976) botar självaste Sigmund Freud Holmes från hans drogmissbruk. I två filmer, En studie i skräck (1965) och En studie i skräck (1979), som innehåller bloddrypande scener, jagar Holmes den mystiske verklige seriemördaren Jack Uppskäraren. Den definitiva och mest trogna adaptionen av de ursprungliga berättelserna gjordes med den brittiska tv-serien  Sherlock Holmes med Jeremy Brett som Holmes och David Burke som Watson, i 41 avsnitt som sändes 1984-1994.
Senare Holmes-filmer är ofta skapelser som har litet eller inget alls att göra med de ursprungliga Arthur Conan Doyle-berättelserna, som Tempelmysteriet (1985), producerad av Steven Spielbergs Amblin Entertainment, vilken placerar tonårsdetektiven i en action-äventyrshistoria fylld med datorgenererade specialeffekter. Nyskapandet av Holmes har fortsatt, vilket framgår av den reviderade, storbudget filmserien producerad av Warner Bros., regisserade av Guy Ritchie. I Sherlock Holmes (2009) och Sherlock Holmes: A Game of Shadows (2011), har den intellektuelle detektiven (spelad av Robert Downey, Jr.) omvandlats till en atletisk (och romantisk) actionhjälte i en steampunk-fantasyversion av viktorianska England.

#### Den nya vågen
Den nya vågen av moderna detektivfilmer kan mycket väl ha börjat med Jean-Luc Godards Alphaville (1965) med sin traditionella, regnrocks- och fedora-utrustade privatdetektiv placerad i en futuristisk, science fiction-baserad berättelse. Filmen är delvis hyllning, delvis parodi på detektivgenren. Godard följde upp detta med Made in USA (1966), ett ironiskt, okonventionellt mordmysterium av ett slag som för tankarna till Howard Hawks klassiska Utpressning.
Frank Sinatra är en cynisk, Bogart-inspirerad deckare i Tony Rome (1967) och dess uppföljare Kvinna i cement (1968) - och en tuff polis i Detektiven (1968). John D. MacDonald skrev 21 Travis McGee-romaner, men bara en, Vittnet är kallt (1970) filmatiserades. George Peppard är en traditionell privatdetektiv i De samvetslösa (1968). Kirk Douglas är en före detta polis, som blivit privatdetektiv/livvakt i den lättsammare Skott ur mörkret (1968). Robert Culp och Bill Cosby är otursförföljda privatdetektiver i den våldsamma Jakten på Mary Jane (1972). Burt Reynolds spelar McCoy - fräck som fan (1973) och Burt Lancaster är en pensionerad polis som istället blivit privatdetektiv i En gång snut, alltid snut (1974). Två av de finaste exemplen gestaltas av Gene Hackman i Avlyssningen (1974) och Dödligt utspel (1975).
Noterbara polisdramer från eran inkluderar den franska filmen Dödens kupé (1965), I nattens hetta (vinnare av fem Oscars, inklusive bästa film 1967), Bullitt, Brottsplats Manhattan (båda 1968) Klute – en smart snut (1971), Electra Glide in Blue (1973) och två icke-mysterier: Dirty Harry och French Connection – Lagens våldsamma män (båda 1971). 

#### Minnesförlustmysterier
Användandet av amnesi som en central del av handlingen i mysteriefilmer började 1936 med Var jag där mordnatten? (nyinspelad som Two O'Clock Courage, 1945). Följd av Okänt område (1942) med William Powell i huvudrollen, Crime Doctor (1943) The Power of the Whistler (1945) och Jagad i natten (1946).
På 1960-talet fick amnesihistorier ett uppsving i mysterie-thriller-genren. Här förlorar huvudpersonen sina minnen efter någon form av psykiskt eller fysiskt trauma och ger sig i kast med att försöka återerövra sin identitet. Samtidigt befinner han sig i mitten av en mystisk konspiration som involverar mord, spionage eller båda delar. Filmer i den här kategorin inkluderar En man försvinner med Gregory Peck, The Third Day med George Peppard i huvudrollen, den brittiska filmen Hysteria från Hammer Films (alla från 1965), Mister Buddwing (1966) med James Garner och Narkotikagangstern (1968), en nyinspelning av En man försvinner.
Samtidigt blev hjälte-får-amnesi-historier en vanlig tv-kliché. Två serier, western A Man Called Shenandoah (1965–1966) och dramat Coronet Blue (1967), handlar båda om män utan minnen. Otaliga avsnitt i kriminaldraman, äventyrsserier och komedier innehöll dessutom en handling där huvudkaraktären tillfälligt drabbats av amnesi. Däribland Familjen Addams, The Munsters (båda 1965), Mannen från UNCLE (1966), Smart (1967),  The Wild Wild West, The Big Valley, Star Trek (alla från 1968), It Takes a Thief (1969), Gänget (1971), Hawaii Five-O (1972), Krutrök (1973) och Charlies änglar (1978). I slutet av 1970-talet blev detta välanvända berättargrepp åter vilande, tills det återupplivades i ett antal psykologiska thrillers under 1990-talet.

#### Påverkan av italienska giallo thrillers
I Italien blev en ny typ av kontroversiella skräckbaserade thrillers kallade giallo-filmer (med början under 1960-talet) en populär och inflytelserik genre i början av 1970-talet. Filmer i denna kategori sträcker sig från kriminalfilmer med poliser till gotiska skräckfilmer. Giallo-stilen har haft ett varaktigt inflytande på skräckfilmer i allmänhet liksom undergenrerna slasher och splatterfilmer som snart skulle komma att följa. Tidiga exempel på detta inflytande kan ses i den brittiska Circus of Fear (1966), baserad på en Edgar Wallace roman, Berserk! (1967) och de amerikanska mysterie-thrillerna Ensam dam får besök (1968), Klute – en smart snut (1971), Ta mej igen... "Taiger" (1971), baserad på en italiensk roman, Ögon (1978) och Hitchcocks Frenzy (1972).

### 1980-talet till nutid
Sedan mitten av 1970-talet har endast en handfull filmer med privatdetektiver producerats. Dessa inkluderar Jag är lagen, Angel Heart, Hollywood Harry, The Two Jakes, Djävul i en blå klänning, Rena rama turen, Under Suspicion, Twilight med Paul Newman och Ben Afflecks Gone Baby Gone.
Raymond Chandlers ursprungliga Philip Marlowe-noveller från 1930-talet (som han senare utvidgade till romaner) adapterades av HBO till elva entimmesavsnitt för kabel-tv. Serien, Philip Marlowe: Private Eye (1983–1986), där Powers Boothe spelade huvudrollen som den hårdkokta detektiven.
Filmer med kvinnliga detektiver har hittills inte visat sig framgångsrikt. Kathleen Turner som privatdetektiv i V.I. Warshawski - kvinna med rätt att döda (1991), skulle vara början på en ny franchise baserad på bokserien av Sara Paretsky, men filmen misslyckades ekonomiskt. Planer på att omvandla Honey West-romaner till film har behandlats i över ett decennium utan någon film i sikte.
Sedan 1980 har tio filmer baserade på Agatha Christies ständigt lika populära romaner haft premiär. Två med den excentriske detektiven Hercule Poirot, Mord på ljusa dagen (1982), Döden till mötes (1988) och en med Miss Marple Spegeln sprack från kant till kant (1980). Christie själv blev föremål för en mysteriefilm 1979, Mysteriet Agatha, med Vanessa Redgrave i huvudrollen. Filmen var en fiktiv spekulation kring författarens berömda 11-dagarsförsvinnande 1926.

#### Militära mysterier och polisfilmer
Komplexa mordmysteriefilmer med handling kopplad till det militära inleddes med Hämnden är rättvis (1947). Senare exempel inkluderar En soldats historia (1984), Ingen utväg (1987), Presidio - Brottsplatsen (1988), På heder och samvete (1992), I sanningens namn (1996), Generalens dotter (1999) och Basic - Farligt uppdrag (2003).
Polisfilmer, ofta med en överraskande twist, har också fortsatt vara en vital subgenre med filmer som Lockbetet (1980), Gorkijparken (1983), Tightrope (1984), Dödsspelet (1988), Mississippi brinner 1988), Mördande vänskap (1991), Blodröd sol (1993), Striking Distance, De misstänkta (1995), Lone Star (1996), Under Suspicion (2000), Blodspår (2002), Mystic River (2003) Mindhunters (2004), In the Valley of Elah (2007) och Righteous Kill (2008).
Den politiska thrillern som involverar mord, mörkläggningar och konspirationer på hög nivå, kan till exempel illustreras av filmer som JFK (1991), Murder at 1600 (1997), Enemy of the State (1998), State of Play (2009) och Madras Cafe (2013).

#### Skräck och thrillers
Under 1990-talet och början av 2000-talet började många skräckfilmer och thrillers blanda mystik i intriger centrerade kring smarta, sociopatiska seriemördare eller olika övernaturliga händelser. Thomas Harris Hannibal Lecter-romaner har inspirerat till fyra filmer, Röda draken (1986), den Oscarvinnande När lammen tystnar (1991), Hannibal (2001) och Röd drake (2002).
Andra filmer där denna blandning förekommer inkluderar When the Bough Breaks (1994), Seven (1995), Och han älskade dem alla (1997), adapterad från James Pattersons roman, I samlarens spår (1999) Mercy (2000), I spindelns nät (2001), även den av Patterson, Insomnia (2002) och Taking Lives (2004).
Filmen Zodiac från 2007 redogör för den verkliga jakten på en seriemördare i San Francisco-området i slutet av 1960-talet och början av 1970-talet. Samtida verkliga seriemord har skildrats i The Alphabet Killer, Ed Gein, Gacy, Serial Killer: The True Story of Ted Bundy och Dahmer. Den franska kostymfilmen Vargarnas pakt (2001) behandlar en serie mord som ägde rum i Frankrike under 1700-talet.
I många moderna mysteriefilmer dras vardagliga karaktärer (som fäder, mödrar, tonåringar, affärsmän osv.) in i en farlig kamp eller en mystisk situation, antingen av ödet eller deras egen nyfikenhet. Vanliga element i dessa berättelser inkluderar att söka efter en försvunnen person (en vän eller familjemedlem), som i Flightplan (2005) med Jodie Foster, samtidigt som denne omges av red herrings, spionage, kriminella eller politiska konspirationer och vänner/släktingar med ett hemligt förflutet eller som lever ett dubbelliv.
Exempel på dessa filmer inkluderar skräckmysterierna Scream och dess uppföljare (1996-2011), Saw med uppföljare (2004-2010), Barnhemmet (2006), Dolt under ytan (2000), Cry Wolf (2005), Devil (2010), The Ring (2002) och mysterie-thrillers som The Secret (2004), The Machinist (2004), The Forgotten (2004), The Number 23 (2006) och Identity (2003).
Amnesi-baserade handlingar återkom i en ny våg av mysterier där spårandet av huvudpersonens sanna identitet och/eller historia utgör kärnan i berättelsen. Huvudexempel är filmer som Mellan midnatt och gryning (1986), Dödligt spel (1991) Long Kiss Goodnight (1996), Memento (2000), The Bourne Identity och dess uppföljare (2002–2012) samt Shutter Island (2010). Kenneth Branaghs stiliserade Död på nytt (1991) är en hommage till Hitchcock och Orson Welles i en komplex historia om amnesi, hypnos och reinkarnation. Det finns också science fiction-thrillers som Total Recall (1990), nyinspelningen från 2012 och Paycheck (2003) som har en handling centrerad kring teknikinducerad minnesförlust.

#### Revisionistiska kostymfilmer
Tidstypiska L.A.-polishistorier som utspelar sig under 1940- och 50-talet återvände - med mer bett och ibland med paralleller till samtida problem - i Mulholland Falls (1996) och L.A. konfidentiellt (1997), som nominerades till nio Oscars och vann två. Både Avslöjandet (1981) och De Palmas Den svarta dahlian (2006) bygger på ett verkligt olöst Hollywood-mordfall från 1947. Hollywoodland (2006) behandlar skådespelaren George Reeves mystiska död 1959, denne spelas i filmen av Ben Affleck.
Raymond Chandlers sista oavslutade roman, Poodle Springs, från 1958, avslutades av en annan författare och 1998 gjorde HBO en TV-film av den. Filmen utspelar sig 1963 och James Caan spelar huvudrollen som Philip Marlowe.
Bland de få nostalgibaserade komedi-mysterierna är det brädspelsinspirerade Clue - Mordet är fritt (1985), som utspelar sig 1954 och Radioland Murders (1994), som återskapar den gyllene eran av äldre dagars radioprogram och är en hommage till 1930-talets screwballkomedier. Larry Blamires Dark and Stormy Night (2009), som utspelar sig 1930, parodierar såväl de klyschiga karaktärerna som elementen i intrigen i de "gamla mörka huset"-mordmysterierna.
Djävul i en blå klänning (1995), utspelar sig i Los Angeles cirka 1948 och har en afroamerikansk privatdetektiv. Filmen fångar atmosfären i de hårdkokta detektivhistorierna från det förflutna och även tidens rasmotsättningar.
Cirkeln sluts med Robert Altmans nostalgiska Gosford Park (2001), som utspelar sig på en engelsk herrgård 1932, är en originalhistoria men återuppväcker det klassiska mordmysterieformatet.